# ناحیه عوف
ناحیه عوف (به عربی: دائرة عوف) یک ناحیه در الجزایر است که در استان معسکر واقع شده‌است.